# Baguindadougou
Baguindadougou is een gemeente (commune) in de regio Ségou in Mali. De gemeente telt 10.400 inwoners (2009).
De gemeente bestaat uit de volgende plaatsen:
- Baguinda
- Bouga
- Dlaban
- Dlaban–Wèrè
- Faya-Teguekoro
- Kaban
- Kossabougou
- Markanibougou (hoofdplaats)
- N'Dofinana
- N'Tioba
- Sagalani
- Samako
- Sirifi-Wèrè
- Sokè
- Sotlobougou